# فهرست موضوعات مرتبط با فنلاند
این مجموعه‌ای از مقالات مربوط به فنلاند، کشوری در شمال اروپا است.

## مقاله اصلی
فنلاند

## مناطق اداری
- استان‌های تاریخی فنلاند
- فهرست شهرها و شهرک‌های فنلاند
  - هلسینکی
  - ماریهامن
  - اولو
  - تامپره
  - تورکو
- شهرداری‌های فنلاند
- استان‌های فنلاند
  - استان فنلاند شرقی
  - لاپلند
  - اولو
  - استان فنلاند جنوبی
  - فنلاند غربی
  - جزایر آلند (منطقه خودمختار)
- منطقه‌های فنلاند

## ارتباطات
- ارتباطات در فنلاند
- حمل و نقل در فنلاند
  - فن‌ایر

## فرهنگ
- معماران
  - آلوار آلتو
  - ارو سارینن
  - الیل سارینن
- هنرمندان
  - آکسلی گالن-کاللا
  - آلبرت ادلفلت
  - هلنه شارفبک
  - هوگو سیمبرگ
  - ماننوس انکل
- آهنگسازان
  - لیوی مادتوجا
  - اسکار مریکانتو
  - اینویوهانی رائوتاوارا
  - کایا ساریاهو
  - ژان سیبلیوس
- فیلمسازان
  - رنی هارلین
  - آکی کائوریسماکی
- روزهای برافراشتن پرچم در فنلاند
- تعطیلات در فنلاند
- کالوالا
  - الیاس لونروت
- نمادهای ملی فنلاند
  - سرود ملی فنلاند
  - پرچم فنلاند
  - نشان ملی فنلاند
- موسیقی فنلاند
  - کانتله
- ادبیات
- اسطوره‌شناسی فنلاندی
- روزهای نام در فنلاند
- خواننده‌های اپرا
  - کاریتا ماتیلا
- شاعران
- فهرست شاعران فنلاندی
  - اینو لینو
  - یوهان لودویگ رونبرگ
  - ادیت سودرگران
- نویسندگان
  - واینو لینا
  - فرانس امیل سیلانپا
  - تووه یانسون
  - میکا والتاری
    - سرنگونی قسطنطنیه

## جمعیت‌شناسی و زبان‌ها
- اختلاف زبان فنلاند
- الفبای فنلاندی
- دستور زبان فنلاندی
- مردم فنلاند
- اقلیت‌ها
  - سوئدی زبان‌های فنلاند
    - زبان فنلاندی
    - زبان سوئدی

  - مردم کولی
    - زبان رومانی

  - سامی (اسکاندیناوی)
    - زبان‌های سامی (اورالی)

  - اسلام در فنلاند

## اقتصاد
- تاریخ فنلاند
- لیست شرکت‌های فنلاندی
  - فن‌ایر
  - نوکیا
  - نوردیا
  - استورا آنسو
  - یوپی‌ام
  - اولیس‌رادیو
- فهرست روزنامه‌های فنلاند
- بانک فنلاند
- گردشگری در فنلاند

## آموزش و علم
- فهرست مدارس فنلاند
- فهرست پلی تکنیک‌ها در فنلاند
- فهرست دانشگاه‌های فنلاند
  - دانشگاه هلسینکی
  - دانشگاه آلتو
  - دانشگاه فنلاند شرقی
  - دانشگاه یووسکوله
  - دانشگاه لاپلند
  - دانشگاه اولو
  - دانشگاه تامپره
  - دانشگاه تورکو
  - دانشگاه واسا
  - دانشکده هنرهای زیبا، هلسینکی
  - دانشگاه صنعتی لاپنرانتا
  - آکادمی سیبلیوس
  - دانشکده اقتصاد هانکن
  - دانشگاه صنعتی تامپره
  - دانشکده تئاتر هلسینکی
- دانشمندان
  - یوهان گادولین
  - راگنار گرانیت
  - ارنست لئونارد لیندلوف
  - رولف نوانلینا
  - لینوس توروالدز
  - ادوارد وسترمارک
  - آرتوری ایلماری ویرتانن
  - جرج هنریک فون وریکت
  - آروو یولپه

## محیط
- حیواناتی که فقط یا به‌طور معمول در فنلاند یافت می‌شوند
  - سنجاب پرنده
  - فک حلقه‌دار
- پارک‌های ملی فنلاند
- مناطق حفاظت شده فنلاند

## جغرافیا
- اوراسیا
- اروپا
- تپه‌ها و کوه‌ها
  - هالتی
- جزایر
  - هایلوتو
  - جزایر الند
- فهرست دریاچه‌های فنلاند
  - دریاچه ایناری
  - دریاچه پیینه
  - دریاچه سایما
- فهرست رودخانه‌های فنلاند
- اسکاندیناوی
- مناطق دریایی
  - خلیج بوتنی
  - خلیج فنلاند

## تاریخ
- زبان فنلاند
- اسطوره‌شناسی فنلاندی
- بت‌پرستی فنلاندی
- روابط خارجی فنلاند
  - معاهده فنلاند-شوروی ۱۹۴۸
  - فنلاندی‌گرایی
- شخصیت‌های تاریخی
  - میکائیل آگریکولا
  - فهرست روسای جمهور فنلاند
  - کارل گوستاو امیل مانرهیم
- فهرست جنگ‌های فنلاند
  - اکسپدیشن اونس
  - جنگ مستمر
  - جنگ استقلال استونی
  - جنگ داخلی فنلاند
  - جنگ لاپلند
  - جنگ زمستان

## فهرست‌ها
- فهرست سیاستمداران فنلاندی
- فهرست استان‌های فنلاند
- فهرست شهرداری‌های فنلاند
  - فهرست شهرداری‌های فنلاند بر اساس جمعیت
  - فهرست شهرداری‌های فنلاند بر اساس منطقه
- فهرست دانشگاه‌های فنلاند
- فهرست روزنامه‌های فنلاند
- لیست شرکت‌های فنلاندی
- فهرست جنگ‌های فنلاند
- فهرست فنلاندی‌ها
- فهرست دریاچه‌های فنلاند
- فهرست روسای جمهور فنلاند
- فهرست نخست وزیران فنلاند

## سیاست
- قانون اساسی فنلاند
- انتخابات در فنلاند
- نیروی دفاعی فنلاند
- دولت فنلاند
- فهرست سیاستمداران فنلاندی
- مجلس فنلاند
- رئیس‌جمهور فنلاند
- نخست‌وزیر فنلاند

## دین
- کلیسای انجیلی لوتری فنلاند
- کلیسای ارتدکس فنلاند
- روحانیون قابل توجه
  - میکائیل آگریکولا
- اسلام در فنلاند

## ورزش
- ورزشکاران
  - یانه آهونن
  - سامی هوپیا
  - میکا هاکینن
  - هیکی کوالاینن
  - ساکو کویوو
  - جاری کوری
  - یاری لیتمانن
  - پااوو نورمی
  - ماتی نوکانن
  - کیمی رایکونن
  - تیمو سلانه
  - لاسه ویرن
- تیم ملی فوتبال فنلاند
- تیم ملی هاکی روی یخ مردان فنلاند
- ورزش فنلاند
  - پیاده‌روی نوردیک
  - پساپالو